# Neu!
Neu!, spíše označováno jako NEU!; byla německá krautrocková skupina, založená Klausem Dingerem a Michaelem Rotherem po odchodu z Kraftwerk. Tito dva hudebníci tvořili jádro skupiny po celou dobu její existence, většinou je doplňovali další hudebníci, mezikteré patřili i Uli Trepte nebo Dingerův bratr Thomas.

## Diskografie
Studiová alba
- 1972: Neu!
- 1973: Neu! 2
- 1975: Neu! 3
- 1995: Neu! 4